# Братя Дарден
Братя Дарден (на френски: Frères Dardenne) са белгийските режисьори и сценаристи Жан-Пиер (р. 1951) и Люк Дарден (р. 1954), които създават заедно най-известните си филми.
Братя Дарден са определяни като водещите съвременни представители на европейското социално кино, наред с Кен Лоуч и Майк Ли. Филмите има имат международна известност, като често печелят награди на Кинофестивала в Кан, включително две награди „Златна палма“. Най-известни сред тях са „Розета“ („Rosetta“, 1999), „Детето“ („L'enfant“, 2005), „Момчето с колелото“ („Le gamin au vélo“, 2011).

## Филмография

### Режисирани игрални филми
| година | филм                | оригинално заглавие  | бележки |
| ------ | ------------------- | -------------------- | ------- |
| 1996   | Обещанието          | La Promesse          |         |
| 1999   | Розета              | Rosetta              |         |
| 2002   | Синът               | Le fils              |         |
| 2005   | Детето              | L'Enfant             |         |
| 2008   | Мълчанието на Лорна | Le Silence de Lorna  |         |
| 2011   | Момчето с колелото  | Le gamin au vélo     |         |
| 2014   | Два дни, една нощ   | Deux jours, une nuit |         |
| 2016   | Неизвестното момиче | La Fille inconnue    |         |